# Wanderfischgebiete im Rhein
Wanderfischgebiete im Rhein este o arie protejată (arie specială de conservare — SAC, sit de importanță comunitară — SCI) din Germania întinsă pe o suprafață de 1.270,33 ha, integral pe uscat.

## Localizare
Centrul sitului Wanderfischgebiete im Rhein este situat la coordonatele 49°58′17″N 8°19′42″E / 49.9714°N 8.3283°E.

## Înființare
Situl Wanderfischgebiete im Rhein a fost declarat sit de importanță comunitară în noiembrie 2004 pentru a proteja 4 specii de animale. Situl a fost protejat și ca arie specială de conservare în martie 2008.

## Biodiversitate
Situată în ecoregiunea continentală, aria protejată conține 1 habitat natural: Râuri cu maluri nămoloase cu vegetație de Chenopodion rubri p.p. și Bidention p.p..
La baza desemnării sitului se află mai multe specii protejate de  pești (4): Alosa alosa, Lampetra fluviatilis, Petromyzon marinus, somonul (Salmo salar).